# 캠프 에드워즈 (대한민국)
캠프 에드워즈(Camp Edwards)는 대한민국 경기도 파주시 월롱면 영태리에 있었던 주한 미군의 군영이다.
제2보병사단에 전투 공병 전력을 지원하는 임무를 수행하던 제82공병중대의 주둔지였다. 기지의 명칭은 한국 전쟁에서, 1951년 1월 2일에 전사하고 명예 훈장을 사후 수여받은 제2보병사단, 23보병연대, 2대대 소속의 주니어 D. 에드워즈 중사(Sfc. Junior D. Edwards)의 명예를 위해 그의 성씨을 따왔다. 미국 본토 매사추세츠주에도 같은 이름의 군영이 있지만, 아무런 관련이 없다. 주변 남동쪽에 캠프 하워즈가 있었으나, 마찬가지로 폐쇄되었다.

## 토지 매입
이화여자대학교가 캠프 에드워즈의 부지를 사들여 파주 캠퍼스를 설립하고 수도권 전철 경의선 역이 신설될 계획이었으나, 2011년 8월 10일 토지 매입 비용의 문제로 사업을 포기하였다. 실제로 2월에 사업을 포기했었으나, 8월 12일에 있었던 이화학당의 이사회의에서 회의록의 공개를 요청하였고 한달 뒤, 요청이 수락되어 9월 5일 공개된 회의록에서 밝혀졌다. 경의선과 국도 제1호선이 만나는 교통의 요지여서 비싼 땅값을 감당할 사학이 나타나지 않자, 국공립대는 지자체 및 정부 소유 부지에 대학 설립이 가능하다는 규정에 의거하여 파주시가 국방부로부터 부지를 매입하고 한국폴리텍대학을 유치했다.

## 주둔했던 부대
- 제82공병중대 1954년 ~ 2004년

## 시설
| 병원 - 치과 - 보건 - 민간 병원 (응급 이송시) | MWR 시설 - Recreation Center - 도서관 - 체육관 - 수영장 - 야외 테니스/농구장 - 예술 & 공작소 - 라켓볼/웨이트실 | AAFES 시설 - 우정국 - 항공 티켓 사무소 - 양복점 - 택시 정거장 - 이발/미용실 |

## 같이 보기
- 주한 미군의 시설 목록
- 캠프 하워즈

## 참고
1. ↑  신준희 (2011년 8월 9일). “이대 파주캠퍼스 조성사업 포기 왜?..진실공방”. 연합뉴스. 2014년 6월 13일에 확인함.
2. ↑  윤관호 (2011년 9월 5일). “이대 파주캠퍼스 백지화 2월 이미 결정”. 파주신문. 2014년 6월 13일에 확인함.